# Luciano Agnolín
Luciano Eufemio Agnolín (La Paz, Mendoza, 20 de octubre de 1915 - Mendoza, Argentina, 15 de octubre de 1986) fue un futbolista argentino. Jugaba de delantero.
Con 130 goles es el máximo goleador histórico de la Primera B Metropolitana, tercera división del fútbol argentino.

## Biografía

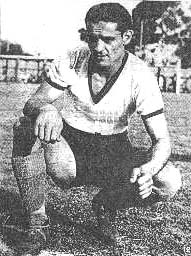
Agnolín cuando jugaba para All Boys

Debutó en el ascenso en 1935, jugando para Dock Sud, y su olfato goleador (7 en 11 partidos) atrajo el interés de Club Atlético Tigre que lo incorporó para jugar en Primera, aunque apenas participó en 5 encuentros. Volvió al fútbol del ascenso pero en All Boys donde recuperó su efectividad goleadora. Sin embargo lograría una mejor producción en una trayectoria espectacular en Club Atlético Temperley, con una marca de 130 goles en 130 partidos. En dos de esas temporadas marcó más goles que los partidos que disputó, ya que en 1940 anotó 26 en 24 encuentros y en 1943 encabezó la estadística del torneo con 41 en 34 partidos igualando además el récord de seis goles en un partido (8-0 a Estudiantes de Caseros) que había logrado el año anterior Waldino Aguirre. En 1944 llegó nuevamente al campeonato de Primera para jugar en Atlanta Club que lo incorporó en reemplazo de su goleador Norberto Pairoux transferido a Independiente en $ 45.000, Agnolín con fama en el ascenso pero virtual desconocido en el fútbol de los domingos, debutó con cuatro tantos en la goleada bohemia sobre Rácing Club por 5-2. En ese torneo Agnolín fue tercero entre los goleadores, con 21 tantos, solo por detrás de Labruna y Mellone. Se hizo merecedor de una consagratoria tapa de la Revista El Gráfico en su edición del 23 de noviembre de 1945. Su paso por Atlanta dejó 53 goles en 74 encuentros. En 1947 regresó al Ascenso con otra importante producción en Ferro Carril Oeste y concluyó su campaña en Montevideo, Uruguay, jugando para Danubio. En su carrera ha jugado 278 partidos y marcado 239 goles.
Este estupendo jugador se destaca por 3 cosas: Ser uno de los jugadores que pasaron la barrera de los 100, por pasar la otra barrera de los 200 goles y por ser el máximo goleador de la segunda división del fútbol argentino.

## Clubes
| Club               | País      | Año       |
| ------------------ | --------- | --------- |
| Dock Sud           | Argentina | 1935-1936 |
| Tigre              | Argentina | 1936      |
| All Boys           | Argentina | 1937-1938 |
| Temperley          | Argentina | 1939-1943 |
| Atlanta            | Argentina | 1944-1946 |
| Ferro Carril Oeste | Argentina | 1947      |
| Danubio            | Uruguay   | 1947      |